# Carlos Saladrigas
Carlos Saladrigas, właśc. Carlos Eduardo Ramon Saladrigas y Zayas (ur. 13 października 1900 w Hawanie, zm. 15 kwietnia 1956 tamże) – kubański prawnik i polityk związany z Demokratyczną Koalicją Socjalistyczną (CSD), w latach 1940–1942 premier Kuby, w 1933 oraz w latach 1955–1956 minister spraw zagranicznych.

## Życiorys
Urodził się w 13 października 1900 roku w Hawanie.
Ukończył prawo na Uniwersytecie w Hawanie.
Swoją karierę polityczną związał z Demokratyczną Koalicją Socjalistyczną (CSD). W 1933, po upadku reżimu Gerardo Machado, został pierwszym ministrem spraw zagranicznych Kuby, w tym samym roku zastąpił go Manuel Márquez Sterling.
10 października 1940 został pierwszym premierem Kuby, sprawował swoje stanowisko przez prawie dwa lata do 16 sierpnia 1942. Jego następcą został Ramón Zaydín.
W 1944, z poparciem dotychczasowego prezydenta, generała Fulgencio Batisty startował w wyborach prezydenckich. Przegrał jednak z kandydatem Prawdziwej Kubańskiej Partii Rewolucyjnej Ramónem Grau San Martínem.
W 1955 został po raz drugi ministrem spraw zagranicznych, zastępując Andrésa Domingo. Zmarł 15 kwietnia 1956  w Hawanie podczas pełnienia urzędu, a jego następcą został Gonzalo Güell.